# 디나모 스타디움 (민스크)

디나모 스타디움

국립 올림픽 경기장(벨라루스어: Национальный Олимпийский стадион «Динамо»)는 간단히 디나모 스타디움으로 잘 알려진 벨라루스 민스크에 있는 다목적 경기장이다. 1934년에 처음 문을 열었고 수년에 걸쳐 여러 차례 리노베이션을 거쳤으며 2017년 마지막 리노베이션을 거쳐 다시 문을 열었다. 이전에는 주로 축구 경기에 사용되었으며 FC 디나모 민스크, FC 민스크, 벨라루스 축구 국가대표팀의 홈구장이었다. 이전에는 경기장은 공식적으로 41,040명을 수용할 수 있었지만, 1990년대 중반에 안전상의 이유로 상부 스탠드 일부가 폐쇄되어 개조 공사 전 실제 수용 인원은 33,942명이었다. 개조 공사 후 수용 인원은 22,246명에 불과하다.